# Man of war
Man of war (также man-of-war, man-o'-war или просто man) — разговорное название самых крупных военных кораблей, вооружённых пушками и приводимых в движение парусами — в отличие от галеры, в основном двигавшейся с помощью вёсел. Название бытовало в британском флоте с XVI по XIX век. Орудия на этих кораблях располагались в 3 ряда вдоль бортов, на орудийных деках. Конструктивно, являлись галеонами, все грузовые палубы которых переоборудовались для размещения крупнокалиберной артиллерии. Имели водоизмещение до 5000 тонн и несли до 120 орудий.
Мнение, что Man of war является каким-либо определённым классом корабля, ошибочно.

## Представители
Первым мановаром считается каррака «Генри Грейс э’Дью» (фр. Henry Grace à Dieu), 1000-тонный большой корабль, построенный для того, чтобы воплотить в себе всю мощь и величие английского государства. Хотя изначально «Грейт Гарри» нёс на себе свыше 112 орудий, потом часть орудий сняли.
Самым богато украшенным был HMS Sovereign of the Seas, 102—140 орудийный галеон.
Одним из наиболее известных линейных кораблей был 104-пушечный трехпалубный линейный корабль HMS Victory, бывший флагманским кораблём адмирала Нельсона в Трафальгарском сражении.

## В играх
Являлся самым сильным кораблём в играх Корсары: Город потерянных кораблей, Корсары: Возвращение легенды, Корсары: Проклятье дальних морей. Его нельзя купить, а можно лишь захватить.
Аналогично в настольной игре Пираты и Купцы (Merchants and Marauders). Его нельзя купить, а можно лишь захватить при победе над кораблём нации (Англия, Голландия, Франция, Испания), находящейся в стадии войны.
Присутствует в игре Assassin’s Creed IV. Black Flag, как наиболее мощный и опасный вид вражеских кораблей. В этой игре Man of war принадлежат не только Британии, но и другим воевавшим во времена Золотого века пиратства странам.
В глобальной стратегии Victoria II Man of War являются отдельным классом кораблей, представлены мощнейшим видом парусных судов и доступны для постройки любым достаточно развитым государством.
В стратегии «Казаки: снова война» модель линкора XVIII века скопирована с HMS Victory, как следует из внутриигровой справки.
В стратегии Abandon Ship является самым мощным кораблём который возможно купить и использовать.

## Галерея

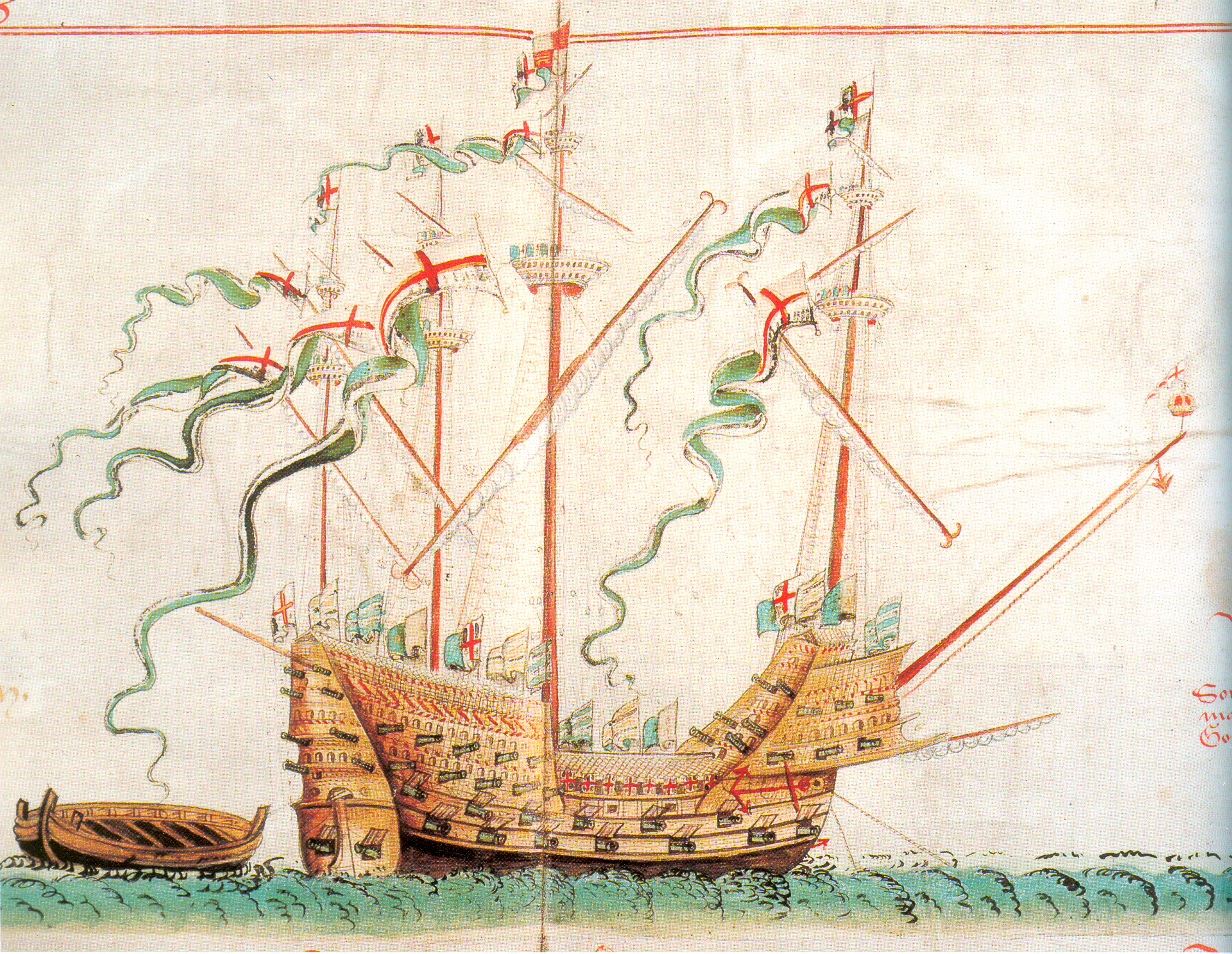
«Большой Гарри»
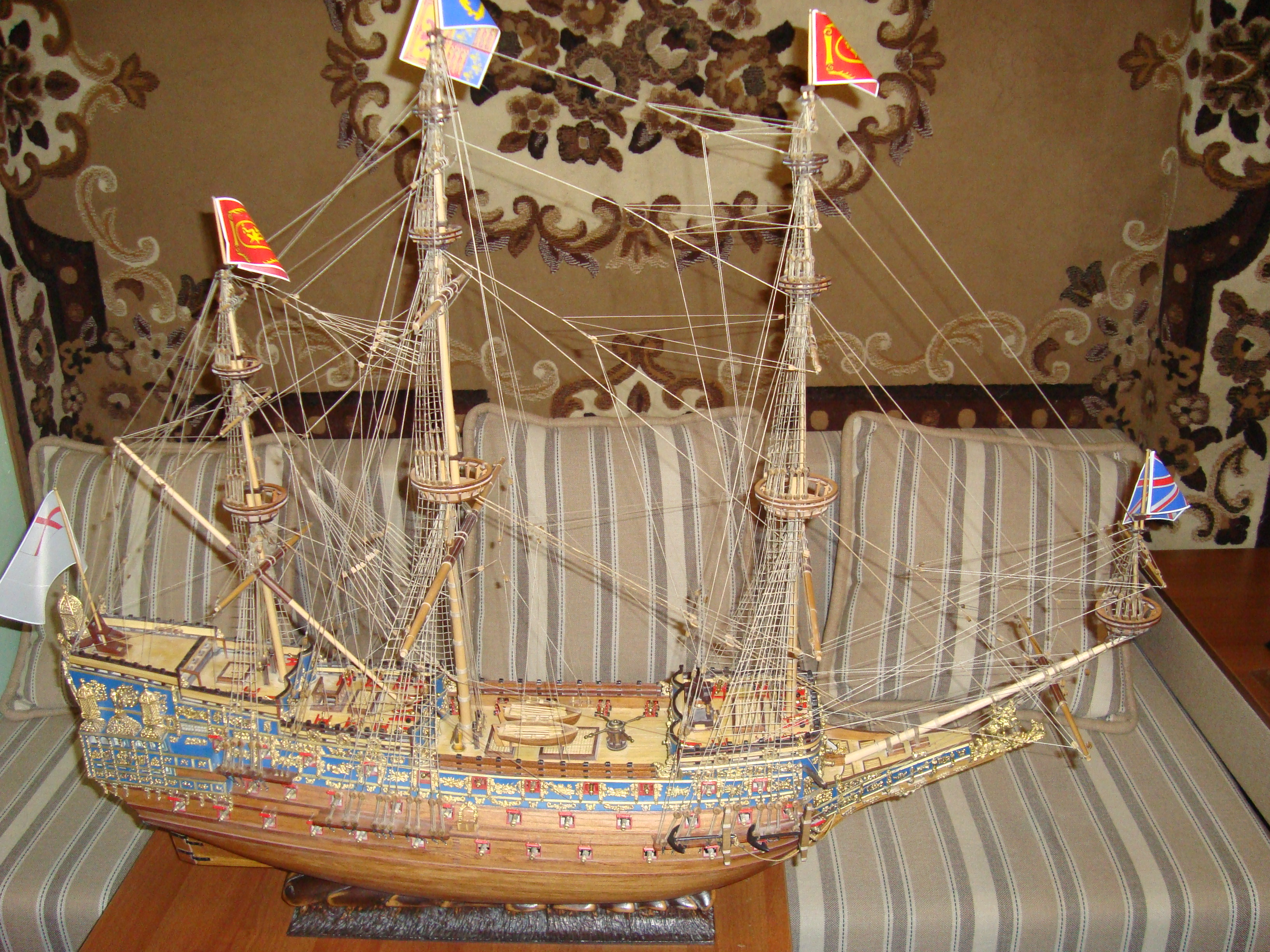
«Повелитель морей»
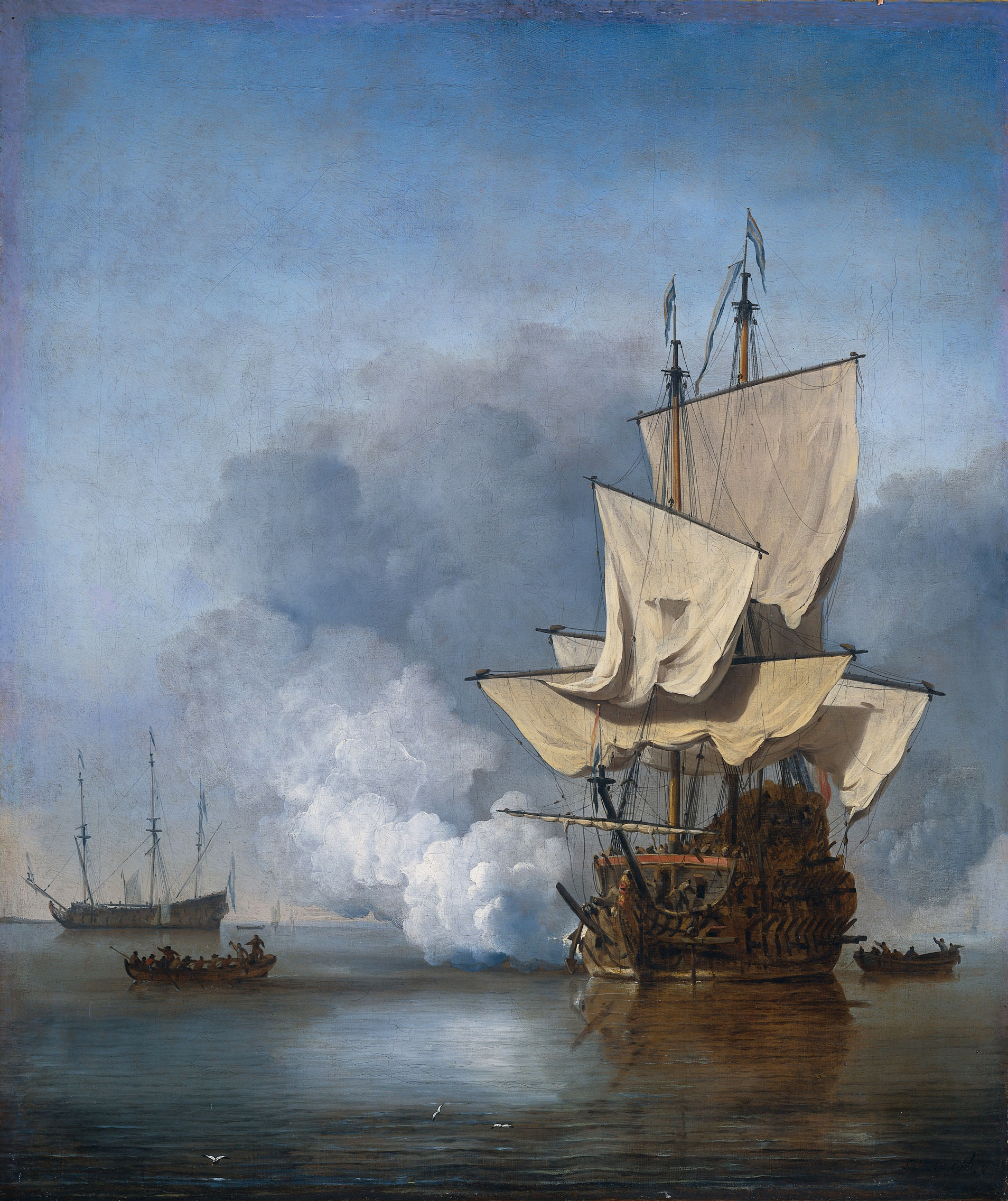
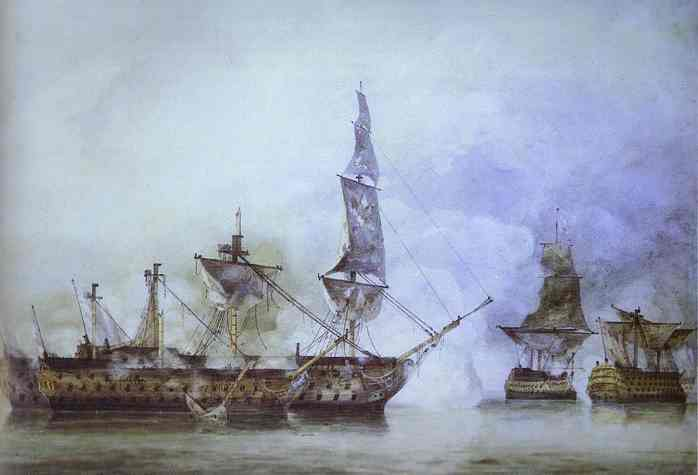
«Виктори»

## Комментарии и примечания
Комментарии
1. ↑  Иногда применяют просторечную фонетическую кальку «мановар»

Примечания
1. ↑  Мановар. Дата обращения: 12 сентября 2013. Архивировано 5 марта 2016 года.
2. ↑  Миф 8. Мановары, варшипы, бэттлшипы. Весёлый Роджер. Дата обращения: 3 мая 2016. Архивировано 30 июня 2016 года.